# Kitty Swan
Kirsten Svanholm (Copenhague, Dinamarca; 25 de mayo de 1943), más conocida por su nombre artístico Kitty Swan, es una actriz, cantante y exacróbata italodanesa.

## Biografía
Kirsten Svanholm nació el 25 de mayo en 1943 en Copenhague, Dinamarca.
En 1971 grabó un sencillo con el cantante serbio Toma Zdravković, grabaron una canción llamada Pesma O Kitty Swan, que él cantó en su totalidad, y otra llamada Ima Dana, que ella cantó íntegramente.

## Carrera actoral

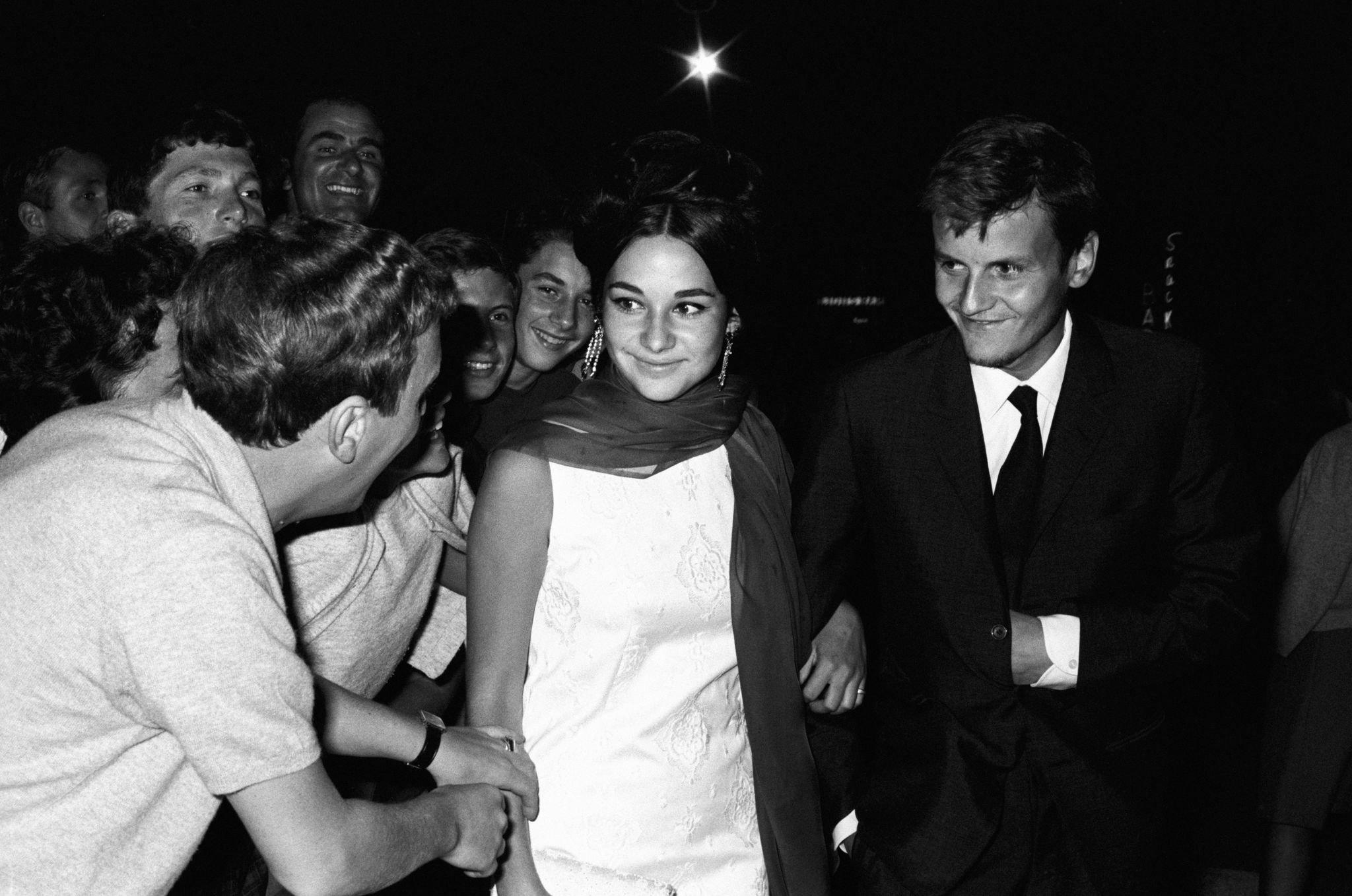
Swan junto a Jacques Perrin en la 27.ª edición del Festival Internacional de Cine de Venecia en 1966.

Svanholm eligió el nombre artístico de Kitty Swan y comenzó su carrera actoral con papeles menores y sin ser acreditada en varias películas, incluido su debut en I due pericoli pubblici de 1964, en la que interpretó a una turista inglesa. No fue hasta su octava película, Agente 3S3, masacro al sole, en 1966, que se le acreditó por primera vez, pero con su verdadero nombre, y su primer acreditación con su nombre artístico llegó en su décima película, Borman, del mismo año.
Su primer papel protagónico fue el del personaje tarzánido Gungala en la película de Romano Ferrara de 1967 Gungala la vergine della giungla, y volvió a interpretar al personaje en la secuela del año siguiente, dirigida esta vez por Ruggero Deodato, Gungala la pantera nuda.
En 1969, volvería a interpretar a un personaje principal tipo chica de la selva como Iruna en la película de Manuel Caño, Tarzán en la gruta del oro, y más tarde en su secuela de 1972, Tarzán y el arco iris, siendo ésta también su última aparición en una película. Durante el rodaje de esta última entrega en Rainbow Springs, Florida, Swan y su co-actor Stjepan Šipek estaban actuando en una escena en la que debian estar atados a estacas de madera y donde accidentalmente unas hojas empapadas de gasolina se incendiaron más de lo esperado, lo que provocó un incendio en el que ambos actores sufrieron quemaduras graves, con Šipek sufriendo quemaduras en el 90 % de su cuerpo. En los próximos meses ambos permanecerían en un hospital para curarse de sus cicatrices y recibir injertos de piel.

## Filmografía

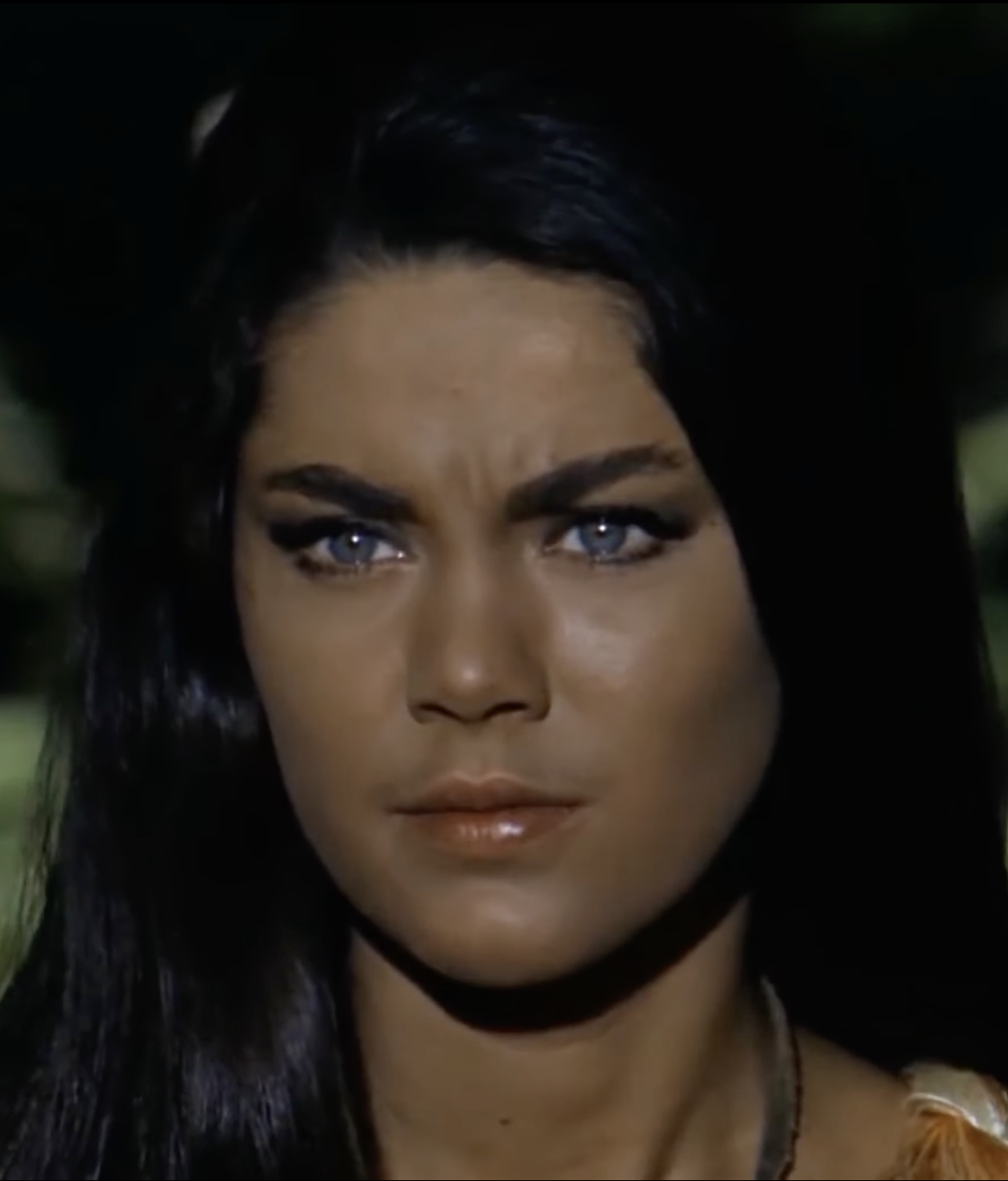
Swan como Gungala en Gungala la vergine della giungla, 1967.

| Año  | Título                             | Rol                                   | Notas         |
| ---- | ---------------------------------- | ------------------------------------- | ------------- |
| 1964 | I due pericoli pubblici            | Turista inglesa                       | Sin acreditar |
| 1965 | Gli amanti latini                  | Chica haciendo ejercicios en la playa | Sin acreditar |
| 1965 | Dos vivales en Fuerte Álamo        | Prostituta                            | Sin acreditar |
| 1966 | Io, io, io.... e gli altri         | Chica en la ducha                     | Sin acreditar |
| 1966 | Come svaligiammo la banca d'Italia | Chica en el club nocturno             | Sin acreditar |
| 1966 | Tecnica di un omicidio             | Chica en la cama con Tony             | Sin acreditar |
| 1966 | Uccidete agente Gordon             | Bailarina                             | Sin acreditar |
| 1966 | Agente 3S3, massacro al sole       | Miembro del harén de Siqueiros        |               |
| 1966 | I criminali della galassia         | Agente secuestradora                  | Sin acreditar |
| 1966 | Borman                             | Chica de esquí acuático               |               |
| 1966 | Un uomo a metà                     | Chica en el parque                    |               |
| 1966 | Il vostro super agente Flit        |                                       |               |
| 1966 | Perry Grant, agente di ferro       | Chica en la playa                     | Sin acreditar |
| 1967 | Deadlier Than the Male             | Esposa del rey Fedra                  | Sin acreditar |
| 1967 | Ballata da un miliardo             | Valeria                               |               |
| 1967 | O. K. Connery                      | Co-agente en el barco                 | Sin acreditar |
| 1967 | Gungala la vergine della giungla   | Gungala                               |               |
| 1967 | La casa de las mil muñecas         | Muñeca                                |               |
| 1968 | Gungala la pantera nuda            | Gungala                               |               |
| 1968 | Barbarella                         |                                       |               |
| 1969 | Tarzán en la gruta del oro         | Iruna                                 |               |
| 1972 | Forza G                            | Amiga motociclista de Gianni          |               |
| 1972 | Tarzán y el arco iris              | Iruna                                 |               |

## Discografía

### Sencillos
| Año  | Título                        | Discográfica | Notas               |
| ---- | ----------------------------- | ------------ | ------------------- |
| 1971 | Pesma O Kitty Swan / Ima Dana | Jugoton      | Con Toma Zdravković |